# Elecciones estatales de Renania del Norte-Westfalia de 1970

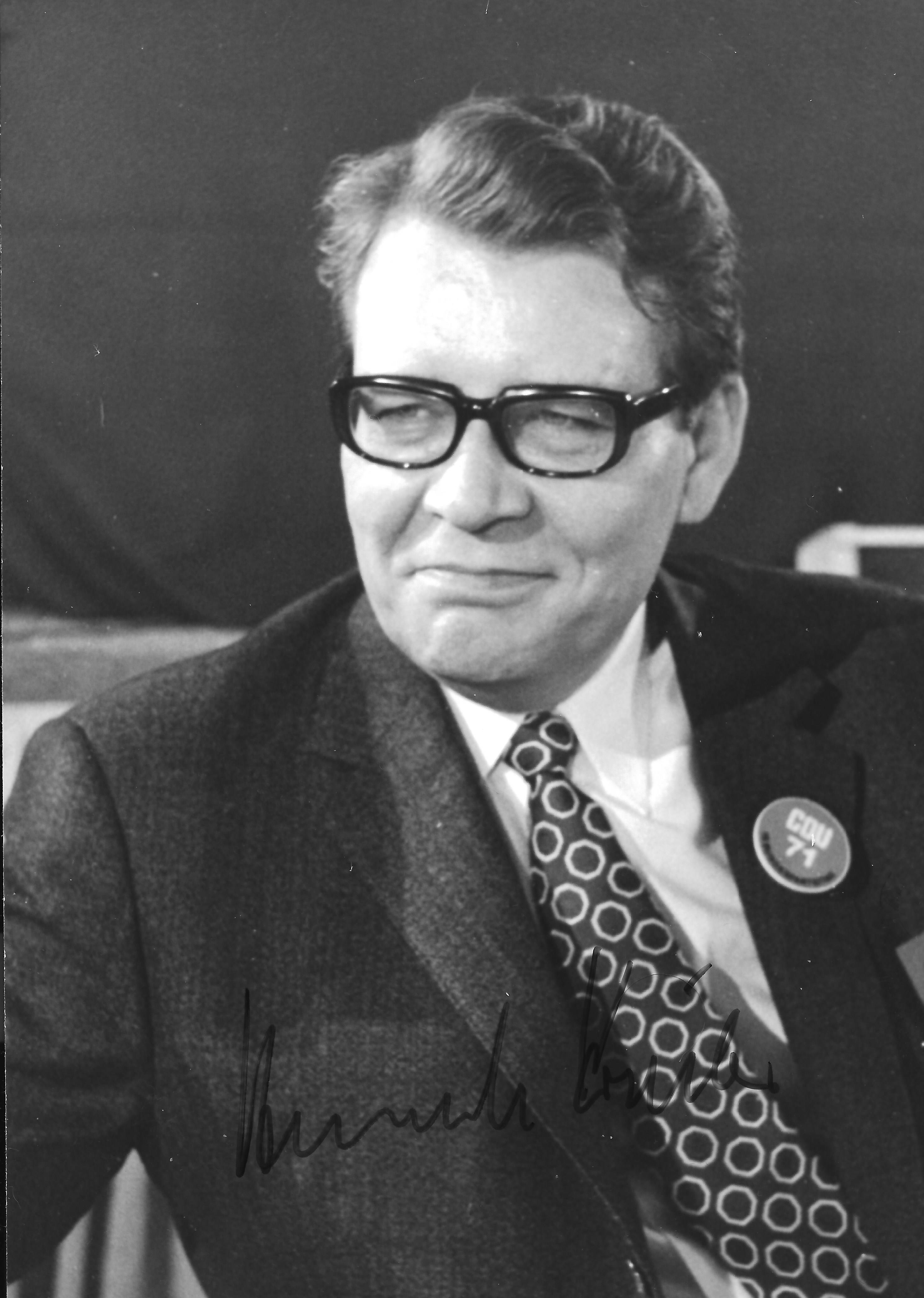
Heinrich Köppler, candidato de la CDU y principal rival de Heinz Kühn

Las elecciones estatales de Renania del Norte-Westfalia de 1970 se celebraron el 14 de junio de 1970. Fue la primera elección desde la reducción de la edad de votación de 21 a 18 años y la ampliación de la duración de la legislatura del parlamento a 5 años.
El principal candidato era el primer ministro del SPD Heinz Kühn. Su rival fue el candidato de la CDU Heinrich Köppler, después de que el previsto originalmente para este fin, Josef Hermann Dufhues, renunciara debido a razones de salud.
La CDU fue, después de la dura derrota en 1966, el partido más fuerte. La coalición SPD/FDP continuó con mayoría en el Parlamento. El FDP perdió votos, pero obtuvo buenos resultados en contraste con Baja Sajonia y Sarre, donde tuvieron lugar el mismo día las elecciones estatales de estos estados, donde no entraron en el Parlamento.

## Resultados
| Partido | Partido | Votos     | %     | Candidatos | Mand. directos | Escaños |
| ------- | ------- | --------- | ----- | ---------- | -------------- | ------- |
|         | CDU     | 4.020.186 | 46,33 | 150        | 65             | 95      |
|         | SPD     | 3.996.808 | 46,06 | 150        | 85             | 94      |
|         | FDP     | 478.420   | 5,51  | 150        |                | 11      |
|         | NPD     | 94.043    | 1,08  | 142        |                |         |
|         | DKP     | 76.964    | 0,89  | 150        |                |         |
|         | Zentrum | 9.902     | 0,11  | 29         |                |         |
|         | UAP     | 1.504     | 0,02  | 25         |                |         |
| Total   | Total   | 8.677.827 |       | 796        | 150            | 200     |

## Post-elección
La coalición SPD/FDP había calculado inicialmente 105 escaños y 10 escaños más que la mayoría. Sin embargo, el FDP se dividió. Algunos de sus miembros, como Heinz Lange, William Maas y Franz Mader se negaron a elegir a Kühn como primer ministro.
Kühn fue elegido el 28 de julio, con sólo 101 votos como primer ministro. El presidente de la CDU Heinrich Köppler obtuvo 95 votos y hubo cuatro abstenciones.